# Ruffiac (Lot y Garona)
 Ruffiac  es una población y comuna francesa, en la región de Aquitania, departamento de Lot y Garona, en el distrito de Marmande y cantón de Bouglon.

## Demografía
| 326 | 247 | 397 | 408 | 498 | 499 | 503 | 522 | 520 | 509 | 500 | 542 | 504 | 522 | 489 | 492 | 438 | 425 | 397 | 415 | 405 | 376 | 340 | 291 | 302 | 286 | 259 | 258 | 221 | 165 | 171 | 153 | 149 |
| Para los censos de 1962 a 1999 la población legal corresponde a la población sin duplicidades (Fuente: INSEE [Consultar]) |     |     |     |     |     |     |     |     |     |     |     |     |     |     |     |     |     |     |     |     |     |     |     |     |     |     |     |     |     |     |     |     |